# All the Good Shit
Vous venez d’apposer le modèle de débat d'admissibilité.
Avant toute chose, veuillez créer la page de débat correspondante en cliquant ici.
- Une fois la page de vote initialisée, rafraîchissez cette page, et le bandeau prendra son aspect définitif.
- Si votre débat d'admissibilité est groupé (le motif et l’argumentation doivent être les mêmes), modifiez cette page pour ajouter au modèle le paramètre « cat » suivi du nom de la page de discussion de l’article pour lequel la page de débat existe déjà (ex. : cat=Discussion:Nom_de_l'autre_article). Ensuite, suivez les nouvelles instructions qui apparaissent.
- Vous pouvez également utiliser le paramètre « type » pour faciliter l’accès aux critères d’admissibilité. Exemple : {{suppression|type=mot-clé}}. Liste des mots-clés existants : fiction, musique, art visuel, fanzine, jeu de société, porno, sportif, association, enseignement, société, site web, route, nombre, (Liste complète ici).

| 1. | Créez la page de débat d'admissibilité.                                                                      | Sauvegardez d’abord la page pour l’initialiser puis indiquez votre motivation.           |
| 2. | Important : ajoutez une entrée dans la section Débat d'admissibilité du jour.                                | Utilisez ce texte : *{{L\|All the Good Shit}}                                            |
| 3. | Pensez à informer les contributeurs principaux de la page et les projets associés lorsque cela est possible. | Utilisez ce texte : {{subst:Avertissement débat d'admissibilité\|All the Good Shit}}~~~~ |

Albums de Sum 41
8 Years of Blood, Sake, and Tears: The Best of Sum 41
(2008) Screaming Bloody Murder
(2011)
All the Good Shit est le 2e best-of du groupe Sum 41. Il s'agit en fait d'une réédition de leur 1er best-of qui était sortit uniquement au Japon 8 Years of Blood, Sake, and Tears: The Best of Sum 41. Le titre et la pochette sont les 2 seules différences entre les deux best-of. La compilation est sortie le 19 mars 2009 (sauf au Japon).

## Liste des titres
1. Still Waiting (Does This Look Infected?)
2. The Hell Song (Does This Look Infected?)
3. Fat Lip (All Killer, No Filler)
4. We're All to Blame (Chuck)
5. Walking Disaster (Underclass Hero)
6. In Too Deep (All Killer, No Filler)
7. Pieces (Chuck)
8. Underclass Hero (Underclass Hero)
9. Motivation (All Killer, No Filler)
10. Makes No Difference (Version Alternative)
11. With Me (Underclass Hero)
12. Handle This (All Killer, No Filler)
13. Over My Head (Better Off Dead) (Does This Look Infected?)
14. Pain for Pleasure (All Killer, No Filler)
15. Always (Chanson bonus déjà présente sur l'édition japonaise du best-of)
16. The Hell Song (Live at the Orange Lounge, Toronto / bonus track)
17. Motivation (Live at the House of Blues, Cleveland Ohio / bonus track)

### DVD
(Clips Vidéo)
1. "Fat Lip"
2. "Pain for Pleasure"
3. "Makes No Difference"
4. "In Too Deep"
5. "Motivation"
6. "The Hell Song"
7. "Over My Head (Better Off Dead)"
8. "Still Waiting"
9. "We're All to Blame"
10. "Pieces"
11. "Underclass Hero"
12. "Walking Disaster"
13. "With Me"

## Personnel
- Deryck Whibley - guitare principale (titres 5, 8, 10, 11), chanteur principal, guitare rythmique, clavier, piano (tous les titres)
- Cone McCaslin - basse, chanteur secondaire (tous les titres)
- Steve Jocz - batterie, chanteur secondaire (tous les titres)
- Dave Baksh - guitare principale, chanteur secondaire (tous les titres, sauf 11, 12 & 13) (Le guitariste ayant quitté Sum 41 en 2006)

## Production et mixeur
- Titre 1, 2, 7, 13 produit par Greig Nori
- Titre 3, 6, 9, 12, 14 produit par Jerry Finn
- Titre 4 & 10 produit par Greig Nori & Deryck Whibley
- Titre 5, 8, 11 produit par Deryck Whibley

- Titre 1, 7, 13 mixé par Andy Wallace
- Titre 2-4, 6, 9, 12, 14 mixé par Tom Lord-Alge
- Titre 5, 8, 11 mixé par Chris Lord-Alge
- Titre 10 mixé par Jerry Finn